# محفوظات جمهورية صرب البوسنة
محفوظات جمهورية صربسكا  جمهورية صربسكا (الصربية الكرواتية) على أنها منظمة إدارية، وتريبيني. ويُعد الهدف من هذه المحفوظات هو جمع وتخزين وحفظ وتنظيم والبحث لتوفير بداخل وزارة الثقافة والتعليم في جمهورية صربسكا، وهي من أحد الأجزاء الأثنين للبوسنة والهرسك. حيثُ يقع موقع المحفوظات في بانيا لوكا، والتي تملك عدةً من المكاتب الإقليمية في دوبوي، زفورنيك، فوتشا، سوكولاك تُعد محفوظات مساعدة للمستخدمين لتقليل الوقت للوصول إلى المواد الأرشيفية في إقليم جمهورية صربسكا وبحيثُ إن تم تعيينها كمؤسسة مركزية مهمة لحماية التراث الثقافي. شاركت الأراشيف في إعداد مشاريع البحوث والمعارض لنشر الكتب والأوراق العلمية المهمة، والتي كانت تحتوي معظمها على مجالات علوم المحفوظات والتاريخ والقانون العلمي، وهي من المنظمات التي تحتوي على قطاعين لحماية المحفوظات فمنها ما يكون مسؤول عن الحماية الداخلية للأراشيف والأخر خارجها ويَضمُ أرشيف المحفوظات بالوقت الحالي 794 مولعًا و 35 مجموعة وبحيثُ تمتد المحفوظات من القرن السابع عشر إلى العصر الحديث.

## المهمة والأنشطة
يتكون عمل محفوظات جمهورية صربسكا من أنشطة الأرشفة المهنية والثقافية والإدارية والبحثية والخدماتية. حيثُ ينظمه قانون نشاط المحفوظات الصادر عن الجمعية الوطنية لجمهورية صربسكا، بحيثُ يشتهر باللوائح والتعليمات التي تصدر عن وزارة التعليم والثقافة التابعة لجمهورية صربسكا بحسب القانون المشهور للجمهورية تتمثل مهمة المحفوظات في جمع المواد الوثائقية والأرشيفية وفرزها ومعاجتها وسهولة البحث وتسهيل الوصول إلى المعلومات.
والحفاظ عليها وحمايتها، وبالإضافة إلى نشرها وحمايتها من التحريف وإتاحة الوصول إليها. حيثُ تتمثل إحدى مهام المحفوظات في حماية مصالح جمهورية صربسكا وحقوق المواطنين والحقوق الشخصية للأفراد. تأتي المواد الوثائقية والأرشيفية التي تجمعها المحفوظات من خلال فروع السلطة التشريعية والتنفيذية والقضائية للحكومة والمؤسسات العامة ومنظمات الأعمال والجمعيات المدنية وغيرها من المنظمات الحكومية وأيضًا من خلال الأفراد، حيثُ يشارك الأفراد سواءً في مشاركاتهم بالمسائل الإجتماعية والثقافية والعلمية والقانونية وغيرها فمشاركة الأفراد بالنسبة لجمهورية صربيا ذو أهمية كبيرة. تُقسم المواد الأرشيفية إلى ثلاثة مجموعات بما يتعلق بأهميتها لمجتمع جمهورية صربسكا حيثُ يحق للمشرف على الأرشيفات الإشراف على حماية المواد الأرشيفية حتى بكونها مازالت مع المبدعون أصحابها، إلى إن يتم ترحيلها إلى الأرشيف. تشارك المحفوظات في مشاريع البحث ونشر الكتب والأوراق العلمية وحيثُ لمعظمها أهمية في مجالات علوم المحفوظات والتاريخ والقانون. تقدم جمهورية صربسكا خدمة في تحقيق أنشطة النشر في الأغلب من خلال رابطة محفوظات الجمهورية، والتي تساعد على أيضًا تقديم حلقات دراسية لموظفي السجلات وتتعاون المؤسسات بأمور المحفوظات ذات الصلة مع البلاد الأخرى وحيثُ وقعت الجمهورية إتفاقات بشأن التعاون مع محفوظات صربيا ويوغوسلافيا ومحفوظات الدولة الكويتية وجمهورية مقدونيا ومحفوظات مدينة بودابست والمعهد الدولي لعلوم المحفوظات في تريست وماريبور ومجموعة من المحفوظات الأقليمة الواقعة في صربيا. بحيث ينعكس هذا التعاون في تبادل معارض المواد الأرشيفية. ويُعد هذا التعاون كجزء من الأحتفال بالذكرى المئوية للحرب العالمية الأولى في عام 2014، أعدت جمهورية صربيا للمحفوظات معرض الشباب البوسني وإغتيال سراييفو وحيثُ كان بجولة إلى بلغراد ومدن أخرى في صربسكا وسكوبي في مقدونيا. حيثُ تم تصنيف الأرشيف على أنه مؤسسة مركزية لخدمات حماية التراث الثقافي لجمهورية صربيا إلى جانب مؤسسات بمثل: المكتبة الوطنية والجامعية ومتحف الفن الحديث في جمهورية صربسكا.

## التنظيم والمرافق
|  |  |                                                                        |                                                                        |                                                                        |                                                                        | محفوظات جمهورية صربسكا                                                 |                                                                        |  |  |                                               |                                               |                                               |                                               |                                               |                                               |  |  |  |  |
|  |  |                                                                        |                                                                        |                                                                        |                                                                        |                                                                        |                                                                        |  |  |                                               |                                               |                                               |                                               |                                               |                                               |  |  |  |  |
|  |  |                                                                        |                                                                        |                                                                        |                                                                        |                                                                        |                                                                        |  |  |                                               |                                               |                                               |                                               |                                               |                                               |  |  |  |  |
|  |  | قطاع حماية المواد الأرشيفية والشؤون القانونية العامة خارج قطاع الأرشيف | قطاع حماية المواد الأرشيفية والشؤون القانونية العامة خارج قطاع الأرشيف | قطاع حماية المواد الأرشيفية والشؤون القانونية العامة خارج قطاع الأرشيف | قطاع حماية المواد الأرشيفية والشؤون القانونية العامة خارج قطاع الأرشيف | قطاع حماية المواد الأرشيفية والشؤون القانونية العامة خارج قطاع الأرشيف | قطاع حماية المواد الأرشيفية والشؤون القانونية العامة خارج قطاع الأرشيف |  |  | قطاع حماية المواد الأرشيفية داخل قطاع الأرشيف | قطاع حماية المواد الأرشيفية داخل قطاع الأرشيف | قطاع حماية المواد الأرشيفية داخل قطاع الأرشيف | قطاع حماية المواد الأرشيفية داخل قطاع الأرشيف | قطاع حماية المواد الأرشيفية داخل قطاع الأرشيف | قطاع حماية المواد الأرشيفية داخل قطاع الأرشيف |  |  |  |  |
|  |  | قطاع حماية المواد الأرشيفية والشؤون القانونية العامة خارج قطاع الأرشيف | قطاع حماية المواد الأرشيفية والشؤون القانونية العامة خارج قطاع الأرشيف | قطاع حماية المواد الأرشيفية والشؤون القانونية العامة خارج قطاع الأرشيف | قطاع حماية المواد الأرشيفية والشؤون القانونية العامة خارج قطاع الأرشيف | قطاع حماية المواد الأرشيفية والشؤون القانونية العامة خارج قطاع الأرشيف | قطاع حماية المواد الأرشيفية والشؤون القانونية العامة خارج قطاع الأرشيف |  |  | قطاع حماية المواد الأرشيفية داخل قطاع الأرشيف | قطاع حماية المواد الأرشيفية داخل قطاع الأرشيف | قطاع حماية المواد الأرشيفية داخل قطاع الأرشيف | قطاع حماية المواد الأرشيفية داخل قطاع الأرشيف | قطاع حماية المواد الأرشيفية داخل قطاع الأرشيف | قطاع حماية المواد الأرشيفية داخل قطاع الأرشيف |  |  |  |  |
|  |  |                                                                        |                                                                        |                                                                        |                                                                        |                                                                        |                                                                        |  |  |                                               |                                               |                                               |                                               |                                               |                                               |  |  |  |  |
|  |  | قسم إدارة وحماية المواد الأرشيفية خارج الأرشيف                         | قسم إدارة وحماية المواد الأرشيفية خارج الأرشيف                         | قسم إدارة وحماية المواد الأرشيفية خارج الأرشيف                         | قسم إدارة وحماية المواد الأرشيفية خارج الأرشيف                         | قسم إدارة وحماية المواد الأرشيفية خارج الأرشيف                         | قسم إدارة وحماية المواد الأرشيفية خارج الأرشيف                         |  |  | قسم تصنيف ومعالجة المواد الأرشيفية            | قسم تصنيف ومعالجة المواد الأرشيفية            | قسم تصنيف ومعالجة المواد الأرشيفية            | قسم تصنيف ومعالجة المواد الأرشيفية            | قسم تصنيف ومعالجة المواد الأرشيفية            | قسم تصنيف ومعالجة المواد الأرشيفية            |  |  |  |  |
|  |  | قسم إدارة وحماية المواد الأرشيفية خارج الأرشيف                         | قسم إدارة وحماية المواد الأرشيفية خارج الأرشيف                         | قسم إدارة وحماية المواد الأرشيفية خارج الأرشيف                         | قسم إدارة وحماية المواد الأرشيفية خارج الأرشيف                         | قسم إدارة وحماية المواد الأرشيفية خارج الأرشيف                         | قسم إدارة وحماية المواد الأرشيفية خارج الأرشيف                         |  |  | قسم تصنيف ومعالجة المواد الأرشيفية            | قسم تصنيف ومعالجة المواد الأرشيفية            | قسم تصنيف ومعالجة المواد الأرشيفية            | قسم تصنيف ومعالجة المواد الأرشيفية            | قسم تصنيف ومعالجة المواد الأرشيفية            | قسم تصنيف ومعالجة المواد الأرشيفية            |  |  |  |  |
|  |  |                                                                        |                                                                        |                                                                        |                                                                        |                                                                        |                                                                        |  |  |                                               |                                               |                                               |                                               |                                               |                                               |  |  |  |  |
|  |  | قسم إدارة الشؤون القانونية العامة                                      | قسم إدارة الشؤون القانونية العامة                                      | قسم إدارة الشؤون القانونية العامة                                      | قسم إدارة الشؤون القانونية العامة                                      | قسم إدارة الشؤون القانونية العامة                                      | قسم إدارة الشؤون القانونية العامة                                      |  |  | قسم البحث                                     | قسم البحث                                     | قسم البحث                                     | قسم البحث                                     | قسم البحث                                     | قسم البحث                                     |  |  |  |  |
|  |  | قسم إدارة الشؤون القانونية العامة                                      | قسم إدارة الشؤون القانونية العامة                                      | قسم إدارة الشؤون القانونية العامة                                      | قسم إدارة الشؤون القانونية العامة                                      | قسم إدارة الشؤون القانونية العامة                                      | قسم إدارة الشؤون القانونية العامة                                      |  |  | قسم البحث                                     | قسم البحث                                     | قسم البحث                                     | قسم البحث                                     | قسم البحث                                     | قسم البحث                                     |  |  |  |  |

تُعد محفوظات جمهورية صربسكا على أنها منظمة إدارية تتبع لوزارة التعليم والثقافة لجمهورية صربسكا والذي يقع مقرها الرئيسي في بانيا لوكا والتي يتبع لها مجموعة من المكاتب الإقليمية في دوبوي وزوفورنيك وفوتشا وسوكولاك وتربيني حيثُ يتم تنظيمهم في قسمين:
يُعد المدير هو المسؤول عن إدارة الأرشيف وتلقى مسؤولية تشغيل القطاعات لمساعدين المدراء. ليتم تنفيذ أنشطة قسم التصنيف والمعالجة الأرشيفية ولذلك تم تقسيم أراضي جمهورية صربسكا إلى ستة أقسام حيثُ تعد واحدة من هذه الأراضي تحت سلطة مقر المحفوظات والأخرى تحت ولاية المكاتب الإقليمية المجاورة. تشغل مباني المحفوظات 2774 مترًا مربعًا (29,860 قدمًا مربعًا) حيثُ يبلغ إجمالي مساحة المستودعات التي تخزن المواد الأرشيفية هي 1550 مترًا بمعنى (16,700 قدمًا مربعًا)، ومنها ما يُستخدم لتخزين مواد المحفوظات والتي يقع موقعها في بانيا لوكا كارس كوكا، أو منزل إمبريال الذي تم بناءه بفترة قصيرة من احتلال النمسا والمجر للبوسنة والهرسك في عام 1878 لأغراض عسكرية للإمبراطورية. حيثُ يبلغ مساحة المنزل 58.2 مترًا بمعنى (191 قدمًا) وأيضا يحتوي على طابقين تبلغ مساحتهما بنسبة 13,8 مترًا بمعنى (45 قدمًا)، بينما لا يحتوي المنزل على طابق سفلي. وقد تم إصلاح المنزل بالكامل بين عامين 2003 و 2006 وتم تزويده بمعدات تساعد على ترميمه وحفظ المواد الأرشيفية ومعدات التجليد والتي تم شراءها من تبرعات حكومة اليابان بها. كان كارسكا كوا من الهياكل الأكثر استخدامًا بالعام مقارنة في الهياكل الأخرى في بانيا لوكا. ومن ناحية أخرى تمتلك المكاتب الإقليمية للمحفوظات قدرات أضعف للتخزين الصحيح للمواد الأرشيفية، ومع بداية عام 2013 أصبح لدى مدونات الأرشيف 32 موظفًا و 18 منهم حاصلون على شهادات أكاديمية و 22 منهم أصبحوا يعملون في بانيا لوكا وثلاثة في زفورنيك واثنان في فوتشا وموظف واحد فقط يعمل في دوبوي.

## المقتنيات
يتحدث عن جزء من المخطوطات الأصلية لقصة قصيرة الذي كتبت بواسطة الكاتب بيتار كويش والتي تم حفظها في محفوظات جمهورية صربسكا.
اعتبارًا من 2015 ضم أرشيف الجمهورية لصربسكا 794 راغبًا و 35 مجموعة ومن بينهم تم اختيار 502 راغبًا و 25 مجموعة في بانيا لوكا و 120 راغب و 8 مجموعات في دوبوي و 94 راغبًا في فوتشا و 53 راغبًا ومجموعتان في تريبيني 25 راغبًا في زفورنيك حيثُ تمتد حفظ المواد الأرشيفية من القرن السابع عشر إلى العصر الحديث. تُعد مجموعة المخطوطات والوثائق من فترة الحكم العثماني على البوسنة والهرسك التي كتبت باللغة التركية العثمانية والتي شكلت بكونها أقدم منشأ صُدر خلال حكم النمسا والمجر على البوسنة والهرسك. بينما كانت الكتابات الأخرى من فترة مملكة يوغوسلافيا المعروفة من سنة (1918 إلى 1941) حيث يغطي معظم فترة الحرب الثانية والأخرى كانت باسم يوغوسلافيا الأشتراكية من سنة (1945 إلى 1991). كانت نسبة الأعداد الراغبة تأتي من الحكومات والخدمات العامة بنسبة منتصف منهم والبعض الأخر كان يأتي من الأقتصاد والمصرفية ومن المنظمات السياسية وجمعيات المسؤولة عن المواطنين والمؤسسات المسؤولة عن التعليم والثقافة والقضاء والخدمات الأجتماعية والصحية والمورثات المعطاة الشخصية والعائلية والهيئات العسكرية والتظيمات الدينية. حيثُ احتوت مكتبة المحفوظات للجمهورية في صربيا على أكثر من 20.000 مقالة من الكتب والتي احتوت على المنشورات القديمة من النمسا والمجر ومملكة يوغوسلافيا.
قد تم إعلان جمهورية صربسكا للمحفوظات عن أربعة وعشرون راغبًا للمحفوظات الوطنية للبوسنة والهرسك لعام 2007. حيثُ شملت هذه المحفوظات على محفوظات منطقة بانيا لوكا من عام 1878 إلى 1918 من خلال فترة حكم النمسا والمجر، وقد كان الحكم بيد مملكة صرب والكروات والسلوفينيين في عام 1919 إلى عام 1922 وأعادوا تسمية يوغوسلافيا في عام 1929. ومن ثم تم تضمين وثائق إقليم بانيا لوكا في عام 1922 إلى 1929 وحيثُ احتوت على أربعة مجموعات تحتوي على وثائق مختلفة لدولة كرواتية المستقلة في عام 1929 إلى عام 1941 وهي دولة نازحة كانت موجودة خلال الحرب العالمية الثانية في يوغوسلافيا لسنة 1941 إلى 1945. أعدت اللجان تسعة أشخاص لأعداد الوثائق التي أطلقتها السلطات اليوغوسلافية الجديدة بين عامي 1944 إلى 1946 للتحقيق في جرائم الحرب التي ارتكبها قوات الأحتلال والمتعاونين الحاليين خلال مدة الحرب العالمية الثانية. أتصلت بالحرب عدةً من الوثائق في البوسنة الوسطى تحديدًا في فيلق تشيتنيك من عام 1943 إلى 1945 حيثُ تم العمل على جمع الوثائق في محكمة بانيا لوكا المحلية من عام 1878 إلى عام 1945. ويعود وجود مصنع بانيا لوكا للتبغ إلى عام 1888 ومازال إلى يومنا الحالي. وقد تم دمج المستندات التي تم العمل على إنتاجها بين عامي 1946 إلى عام 1957 من قبل اللجان الزراعية لمنطقة بانيا لوكا في مجموعة واحدة والتي ضمت النصب التذكاري الوطني إلى المجموعة وكما ضمت الوثائق الشرقية من القرن السابع عشر إلى القرن العشرين وأيضًا الرسومات البيانية والخرائط التي أضافتها في عام 1807 ومجموعة الأعمال التي أعدها فيسلين ماسليسا في عام 1928 إلى عام 1943 وأهم ما أضيف لذلك هي إضافة المخطوطات الأصلية.

## التاريخ
قد تم إنشاء أول مؤسسة أرشيفية في شمال غرب البوسنة في 20 أبريل لعام 1953 بأسم محفوظات مدينة بانيا لوكا الشهيرة. قديمًا كانت تدون المواد الوثائقية والأرشيفية في المتاحف القديمة المعروفة أو بالمكتبات التراثية. حيثُ أسس الأرشيف بواسطة لجنة محلية في بونيا لوكا. وكانت تسمى يوغوسلافيا الأشتراكية بأسم اللجان الشعبية والتي كان موقعها في الطابق السفلي من مقر اللجنة ومازالت اليوم تستخدم من قبل إدارة مدينة بانيا لوكا حيثُ بدأت بأثنين من الموظفين صم تم توسيعها في 30 مايو 1956 بسبب إن بانيا لوكا أصبحت مسؤولة عن محفوظات بلدة برييدور في عام 1958 وتم تأسيس غرفة مخصصة لحفظ المواد المؤرشفة في نوفا توبولا وفي عام 1963 قرر الجلس في بانيا لوكا إنجاز أكبر أرشيف إقليمي في الوحدة الفيدرالية للبوسنة والهرسك في يوغوسلافيا. وقد تم إنشاء بوسانسكا كرايينا حيثُ تتألف من حوالي 250 راغبًا و 9 مجموعات من العهد العثماني والنمساوي للحرب العالمية الثانية وما بعد الحرب. ومن ناحية أخرى تم تشكيل مركز لجمع المحفوظات في نوفا توبلا بين عامي 1963 إلى 1964 في برييدور وياجسي وبيهاتش والتي تأثرت به مرافق التخزين في بانيا لوكا بسبب الزلزال الذي ضرب المدينة في 27 أكتوبر 1969. وفي عام 1973 تم نقل الأرشيف إلى مبنى كارسكا كوا الذي تم إصلاحه وتم إلغاء حفظ المحفوظات في بيهاتش وبريدور وجاجسي بين عامي 1981 إلى 1983.
بعد حدوث الحرب البوسنية بفترة قليلة قررت الحكومة لجمهورية البوسنة والهرسك إعادة تسميتها لتصبح جمهورية صربيا في أغسطس 1992، وفي 31 مايو 1992 تم إنشاء محفوظات البوسنة والهرسك والتي كان من المحتمل إن تكون مؤسسة عامة مملوكة لدولة مقرها في سراييفو. وفي 15 سبتمبر 1992 قررت الجمعية الوطنية لجمهورية صربسكا إصدار منظمة إدارية لها. بالمقابل لهذا القرار الذي صدر متعلقًا بأنشاء المحفوظات ومقرها في سراييفو لم يتحقق قط بواسطة إصدار أنشطة للمحفوظات في جمهورية صربيا لا تزال تنفذ بواسطة محفوظات بونسكا كرايينا والمحفوظات لدوبوي وفوتشا. لقد حدد قانون الوزارات الصادرة عن جمعية الوطنية لجمهورية صربيا في 11 سبتمبر 1993 وتعد محفوظات جمهورية صربسكا كمنظمة إدارية مسؤولة عن أنشطة المحفوظات التي أنشأت على أرض بانيا لوكا ومكاتبها الإقليمية في دوبوي وفوتشا. وأتى تشريع المحفوظات الجديد ليعزز التشريع الذي أصدر عام 1987. وكان أول مدير لمحفوظات جمهورية صربسكا هو نيبويشا رادمانوفيتش. وقد تم خلال الحرب تشكيل الأراشيف المعروضين لتقديم خدمات مستمرة للطلاب والباحثين. وقد تم استخدام 53 بحثًا للأرشيف في عام 1995 وهو العام الأخير من الحرب واذي كان يحتوي على 18 موظفًا. وضعت المحفوظات بوقت لاحق في إطار وزارة التعليم والثقافة التابعة لحكومة جمهورية صربسكا. تم إنشاء المكاتب الإقليمية في زفورنيك وتريبيني في عام 2001. وفي عام 2008 تم إنشاء مكتبها الإقليمي في سوكولاك.